# 派恩章克申 (科羅拉多州)
派恩章克申（英語：Pine Junction）是位於美國科羅拉多州傑佛遜縣的一個非建制地區。該地的面積和人口皆未知。

## 地理
派恩章克申的座標為39°27′58″N 105°23′45″W / 39.46611°N 105.39583°W，而該地的平均海拔高度為2575米（即8448英尺）。